# Mori (apellido)
Mori es un apellido, con varias descendencias

## Española
En donde se señalan 2 escudos heráldicos, siendo el más común el que posee un cráneo. Según García Carrafa señala que proviene de la villa de Colindres, del partido judicial de Laredo en Santander. Sus armas son: de sable, con una calavera de plata. Bordadura de este metal, y en letras de sable, la leyenda "Moride".

## Los Mori en Perú
Este apellido se encuentra muy difundido en la selva peruana, en especial en los departamentos de Amazonas, Loreto, Ucayali, Departamento de San Martín y Madre de Dios, así como en la costa norte de Perú (Piura). Existen algunas referencias históricas de ascendencia española del apellido Mori en Perú siendo la más antigua la de 1580, e incluso hay referencias del apellido en Chile. Significado: "Bosque".
También este apellido es usado en Italia, Japón e India.